# Kojsani
Kojsani (Khojsani) so etnična skupina, v preteklosti razširjena po vsej vzhodni in jugovzhodni Afriki.
Kojsani so najstarejši pripadniki "stepske lovske kulture". Njihovi potomci danes živijo samo še v južni in jugozahodni Afriki v polpuščavi Kalahari.
Beseda Kojsani je izpeljana iz imena Kojkoji in njihove označitve za Grmičarje. Grmičarji in Kojkonji ali Kokoji so znani kot ljudstvo Kojsani.